# Pizzo di Fontanalba
Il Pizzo di Fontanalba (2.200 m s.l.m.) è una montagna del Gruppo dell'Onsernone nelle Alpi Lepontine.

## Descrizione
Si trova in Piemonte (Provincia del Verbano-Cusio-Ossola). La montagna è collocata tra la Val Vigezzo e la Valle Onsernone non lontano dal confine con la Svizzera. Il pizzo è posto a sud-est del Passo di Fontanalba e a nord del Pizzo Ruggia. Circa centocinquanta metri più in basso della cima si trova il Lago Panelatte.

## Salita alla vetta

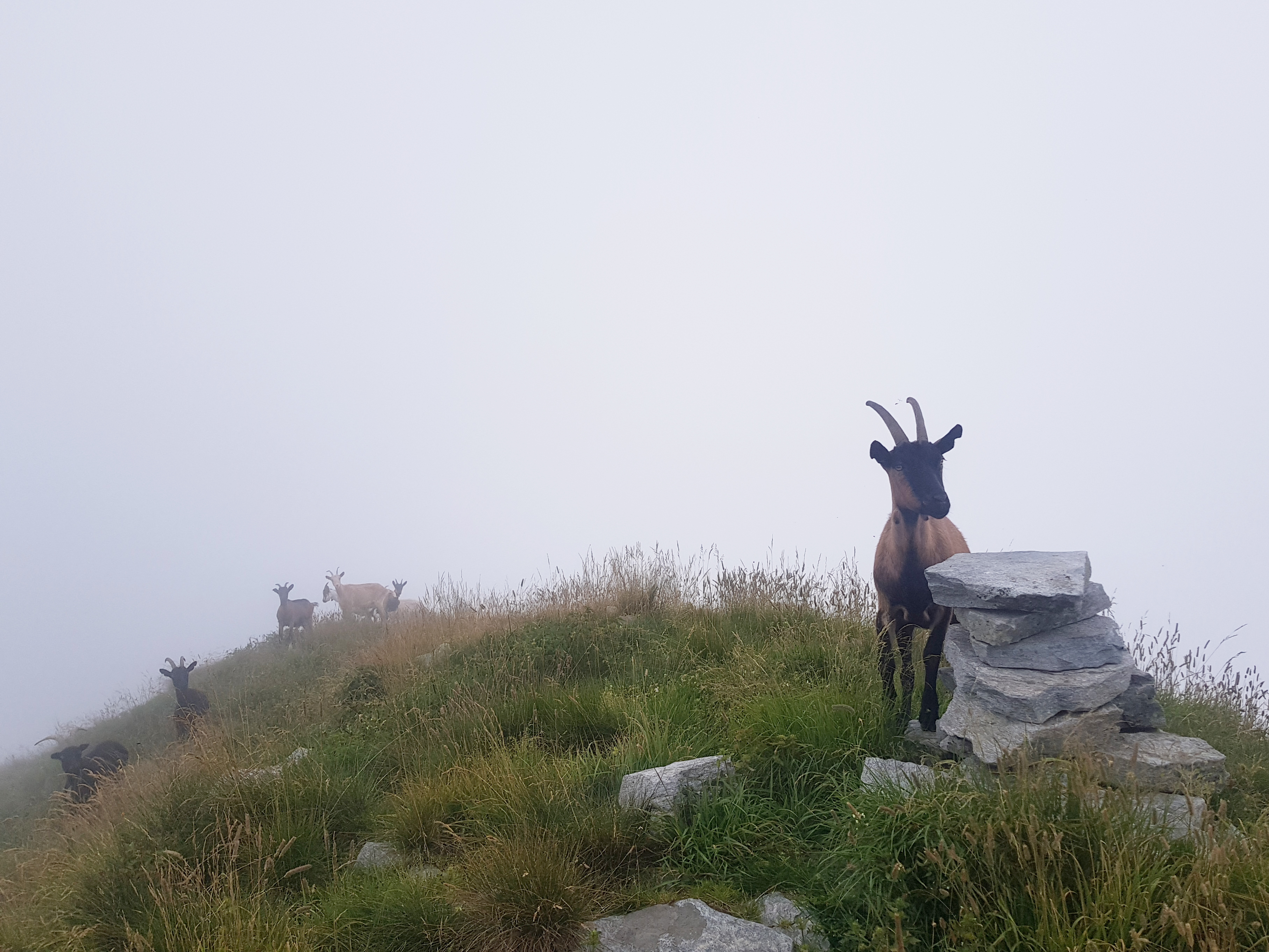
L'ometto di vetta in cima al Pizzo di Fontanalba con alcune capre che pascolano nella nebbia

Si può salire sulla montagna partendo da Arvogno (1.247 m), frazione di Toceno, e passando dall'alpeggio dei Motti oppure arrivando dalla Piana di Vigezzo (1.714 m) e giungendo alla Cappella di San Pantaleone (1.992 m). In entrambi i casi dalla cappella si prende il sentiero che prosegue verso la Bocchetta di Ruggia (SI E66) e lo si lascia quasi subito piegando verso sinistra per risalire un ripido canalone erboso. Superato il canale si prosegue su ripidi pratoni fino all'ometto di vetta. Da quando si abbandona il sentiero SI E66 non ci sono più segni o ometti fino alla vetta quindi è facile sbagliare strada. Il percorso nel canalone viene valutato come un passaggio di grado EE cioè adatto ad escursionisti esperti.
Esistono anche altre vie per salire in cima al Pizzo di Fontanalba ma presentano tutte maggiori difficoltà.